# Liste des évêques et archevêques d'Agrigente
 (février 2025).
Si vous disposez d'ouvrages ou d'articles de référence ou si vous connaissez des sites web de qualité traitant du thème abordé ici, merci de compléter l'article en donnant les références utiles à sa vérifiabilité et en les liant à la section « Notes et références ».
L' Archidiocèse d'Agrigente est un archidiocèse italien en Sicile, avec résidence à Agrigente. Il est fondé comme diocèse au Ier siècle et promu en 2000 archidiocèse métropolitain.

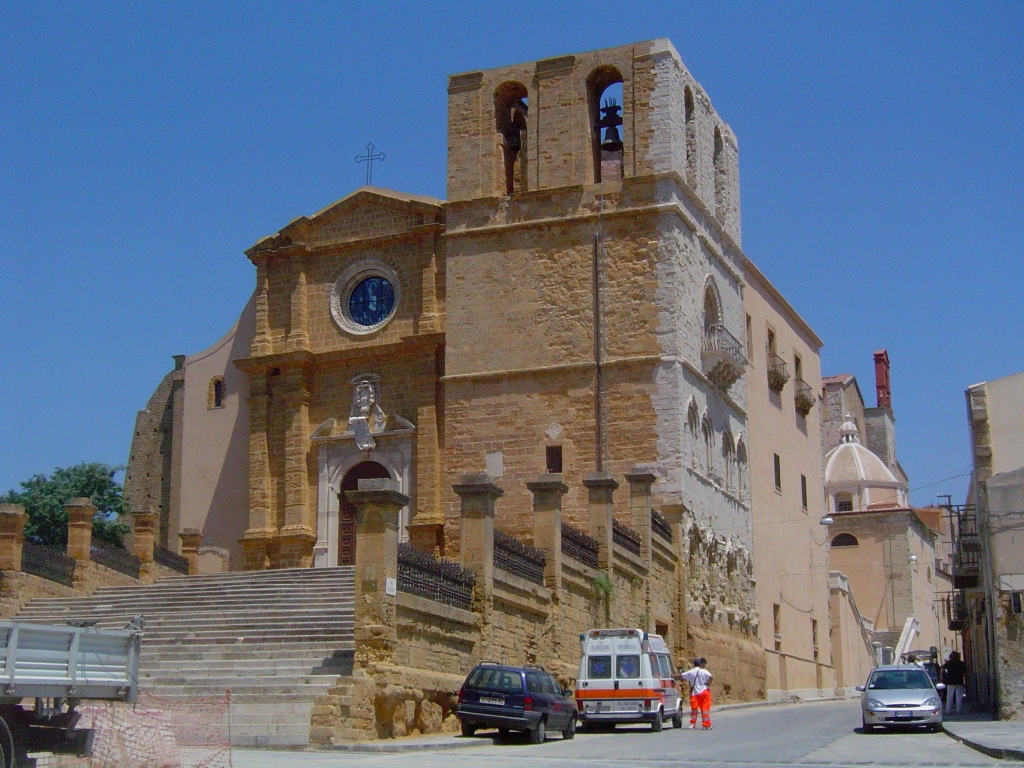
Cathédrale San Gerlando

## Évêques d'Agrigente
- Libertino
- Grégoire Ier
- Macario
- Potamio (v. 570)
- Eusanio
- Théodore ou Théodose
- Grégoire II (591–au moins 603)
- Félix (649)
- Giorgio (680–681)
- Esilirato
- Liberio
- Ermogene
- Gerland (1088–1100)
- Drogone (1100–1104)
- Albert (1104–1105)
- Guarino (1105–1128?)
- Gauthier Ier (1128–1142)
- Gentile (1154–1171)
- Bartolomeo (1171–1191)
- Urso (1191–1239)
- Raynaldo D’Acquaviva (1240–1264)
- Goffred (1264–1271)
- Guglielmo de Morina (1271–1272)
- Guido (1272–1276)
- Gauthier II (1278–)
- Gobert (1280–1286)
- Lambert (1287–1294)
- Robert (1298–1302)
- Bertold de Labro (1304–1326)
- Giacomo Musca (1326)
- Matteo Orsini (1326–1327)
- Filippo Hambaldi (1328–1348)
- Ottaviano de Labro (1350–1362)
- Matteo de Fugardo (1362–1392)
- Gilforte Riccobono (1392–1395)
- Nicolò (1395–1398)
- Nicolò de Burellis (1398–1400)
- Giovanni Cardella (1400)
- Giovanni de Pinu (1401–1412?)
- Filippo de Ferrario (1414–1421)
- Lorenzo di Mesassal (1422–1441)
- Bernardo Bosco (1442)
- Matteo de Gallo e Gimarra ou Gimena (1442–1445)
- Antonio Ponticorona (1445–1451)
- Domenico Xarth (1452–1471)
- Giovanni de Cardellis (1472–1479)
- Juan de Castro (1479–1506)
- Giuliano Cybo (1506–1537)
- Pietro Tagliavia di Aragonia (1537–1544)
- Rodolfo Pio de Carpo (1544–1564)
- Luigi Suppa (1565–1569)
- Giovanni Battista de Hogeda (Juan Bautista Ojeda) (1571–1574)
- Cesare Marullo (1574–1577)
- Giovanni de Roxas (Juan Rojas) (1577–1578)
- Antonio Lombardo (1579–1584)
- Diego Haëdo (1585–1589)
- Luigi de Amato (1589–1590)
- Francesco del Pozzo (1591–1593)
- Giovanni Horozco de Covarruvias (Juan Orozco Covarrubias y Leiva) (1594–1606)
- Vincenzo Bonincontro (1607–1622)
- Ottavio Ridolfi (1623–1624)
- Francesco Traina (1627–1651)
- Ferdinando Sanchez de Cuellar (1653–1657)
- Francesco Gisulfo (1658–1664)
- Ignazio D’Amico (1666–1668)
- Johann Eberhard Graf Neidhardt (1671–1672)
- Francesco Giuseppe Crespos de Escobar (1672–1674)
- Francesco Maria Rini (1676–1696)
- Francesco Ramirez (1697–1715)
- Anselmo de la Pegña OSB (1723–1729)
- Lorenzo Gioeni e Cordona (1730–1754)
- Andrea Lucchesi Palli (1755–1768)
- Antonio Lanza (1769–1775)
- Antonio Colonna Branciforti (1776–1786)
- Antonio Cavaleri (1788–1792)
- Saverio Granata (1795–1817)
- Baldassare Leone (1818–1820)
- Pietro Maria D’Agostino (1823–1835)
- Ignazio Montemagno (1837–1839)
- Domenico M. Lo Jacono (1844–1860)
- Donenico Turano (1872–1885)
- Gaetano Blandini (1885–1898)
- Bartolomeo M. Lagumina (1898–1931)
- Giovanni Battista Peruzzo CP (1932–1963)
- Giuseppe Petralia (1963–1980)
- Luigi Bommarito (it) (1980–1988)
- Carmelo Ferraro (it) (1988–2000)

## Archevêques et métropolitains d'Agrigente
- Carmelo Ferraro (it) (2000–2008)
- Francesco Montenegro (2008-2021)
- Alessandro Damiano (it), archevêque coadjuteur, du 30 avril 2020 au 22 mai 2021, puis archevêque à partir de cette date